# Wilhelm Meyer (läkare)
Hans Wilhelm Meyer, född den 19 oktober 1824 i Fredericia, död den 3 juni 1895 i Venedig, var en dansk läkare.
Meyer blev 1847 medicine kandidat, bosatte sig som läkare i Köpenhamn 1853, ägnade sig särskilt åt studiet av öronsjukdomarna och fick efter hand stor praktik, i synnerhet vid sin 
öronklinik (sedan 1865); där utbildades också alla yngre danska öronläkare. Europeiskt rykte vann han genom upptäckten (1868) av de så kallade adenoida vegetationerna och blev allmänt erkänd som en framstående forskare; 1884 blev han hedersdoktor i Halle. I Hermann Schwartzes Handbuch der Ohrenheilkunde (1892–93) författade Meyer otologins historia, och i "Hospitalstidende" 1895 framställde han ovannämnda sjukdoms och sin egen upptäckts historia. Genom insamling i alla Europas länder restes 1898 hans byst i Köpenhamn.